# Pristiphora retusa
Pristiphora retusa är en stekelart som först beskrevs av Thomson 1871.  Pristiphora retusa ingår i släktet Pristiphora, och familjen bladsteklar. Arten är reproducerande i Sverige.